# Fred Hoyle
Compléments
Geoffrey Hoyle (en) fils coauteur SF
Fred Hoyle, né le 24 juin 1915 à Bingley, Yorkshire et mort le 20 août 2001 à Bournemouth, est un cosmologiste et astronome britannique. Il est le principal détracteur de la théorie du Big Bang à laquelle il oppose sa théorie de l'état stationnaire. Pour la dénigrer dans une série d'émissions radiophoniques des années 1950, il invente le terme « Big Bang », (également rapporté par Hubert Reeves qui en a été témoin). Cela plaît au grand public et devient le terme désignant cette théorie.

## Biographie
Il fut un des pionniers de la théorie de la nucléosynthèse dans les étoiles, exposée pour la première fois dans l'article B2FH, en 1957. Il développa et soutint pendant longtemps la théorie d'un Univers stationnaire en opposition au Big Bang. Il fut d'ailleurs le créateur de l'expression Big Bang elle-même, utilisée pour marquer les esprits sur la différence entre les deux théories. Jusqu’à sa mort, il défendit la théorie de l’état stationnaire, sans jamais accepter la théorie du Big Bang.
Estimant trop faible la durée de vie de la Terre (mais non de l'Univers) pour que la vie ait pu y apparaître ex nihilo, Hoyle se montra toute sa vie convaincu de la panspermie, et devint de fait son promoteur.
Il fut également l'un des premiers à s'étonner de ce qu'il nommait de façon assez provocatrice : « l'excellent réglage des constantes physiques de l'Univers », qui avec des valeurs différentes n'eussent pas permis une durée aussi grande de l'Univers, ni la fusion de l'hélium en fer, ni la création d'autres éléments lourds, ni la stabilité des planètes, ni en fin de compte le développement de la vie, a fortiori de la vie consciente. Ces considérations aideront à la genèse du principe anthropique faible et de l'idée de multivers. Hoyle ne reconsidérera pas pour autant sa position sur la panspermie, bien que, en cas d'un nombre très grand d'univers ayant chacun son histoire, celle-ci ne soit plus de ce fait un passage obligé.
Il a aussi écrit de nombreux ouvrages, dont quelques œuvres de fiction scientifique, comme Le Nuage noir (1957), Ossian's Ride (1959), les deux romans A comme Andromède (Fleuve Noir, 1965) et Andromède revient (Fleuve Noir, 1966), dont fut tirée la série télévisée A for Andromeda (en) (1962), Le Premier octobre il sera trop tard (October the First Is Too Late) (1966), contenant une vision audacieuse du temps et du concept de présent comparables au balayage d'une mémoire informatique, et quelques ouvrages de vulgarisation (Aux Frontières de l'Astronomie, Galaxies Noyaux et Quasars).
Il a été fait Knight Bachelor le 1er janvier 1972.

## Œuvres

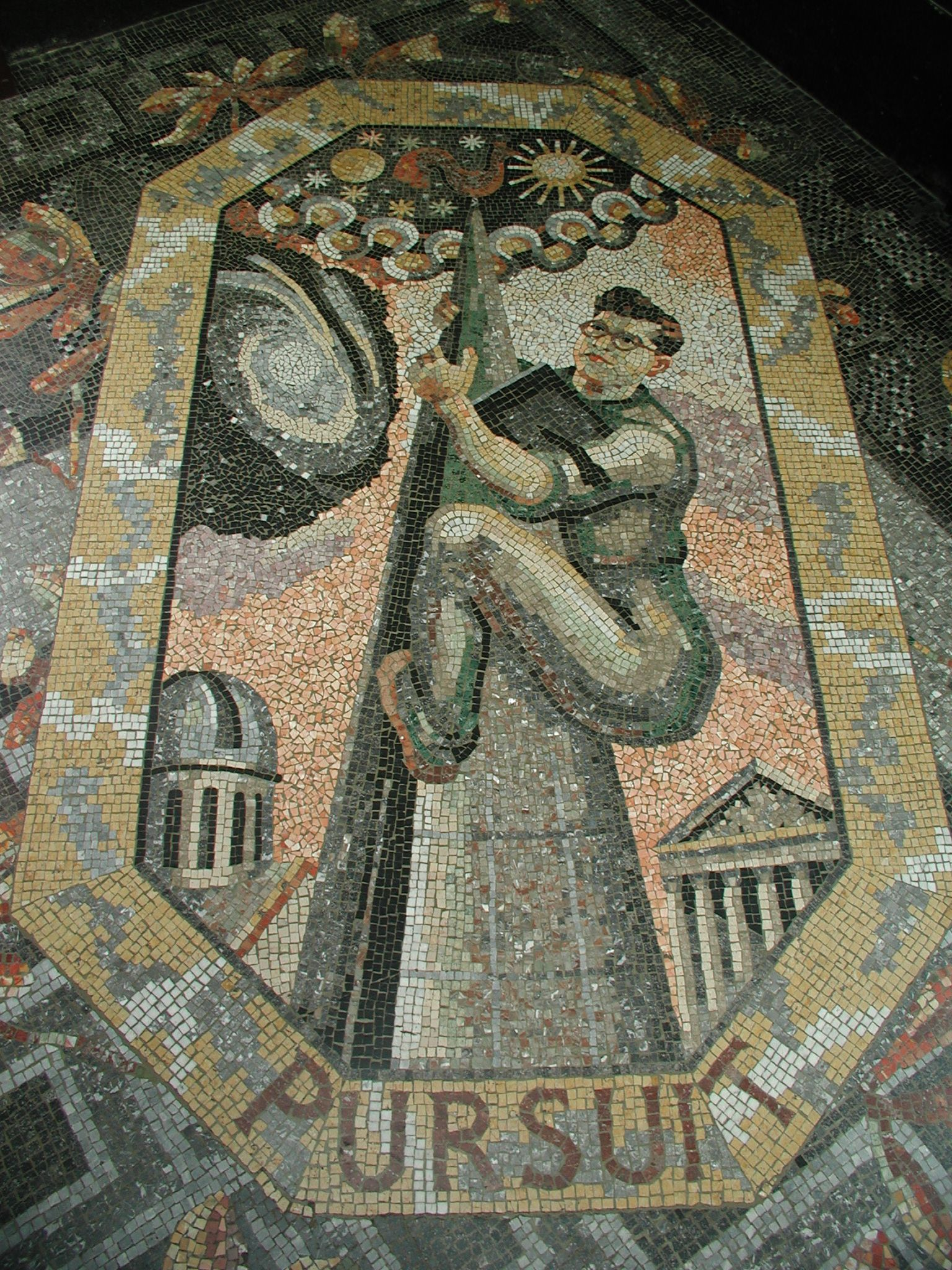
Portrait de Fred Hoyle par Boris Anrep (1952), National Gallery, Londres.

### Fictions
- Le Nuage noir, Éditions Dunod, 1962 ((en) en:The Black Cloud, 1957)
- A comme Andromède, Fleuve noir, 1965 ((en) A for Andromeda, 1962)Écrit avec John Elliot.
- La Cinquième Planète, Éditions Dunod, 1965 ((en) Fifth Planet, 1963)Écrit avec Geoffrey Hoyle (en).
- Andromède revient, Fleuve noir, 1966 ((en) The Andromeda Breakthrough, 1965)Écrit avec John Elliot.
- Le Premier Octobre Il sera Trop Tard, Éditions Dunod, 1968 ((en) w:October the First Is Too Late, 1966)

### Non fictions
- La nature de l'univers (trad. de l'anglais par R. H. Busso et Jacques Papy), Paris, Le club français du livre, 1951, 178 p. (BNF 32259678)
- Aux frontières de l'astronomie, Buchet-Chastel, 1956
- Galaxies, noyaux et quasars, Buchet-Chastel, 1965
- (en) From Stonehenge to Modern Cosmology, W.H. Freeman, 1972  (ISBN 0-716-70341-6)
- (en) Astronomy and Cosmology. A modern course, W.H. Freeman, 1975  (ISBN 0-716-70355-6)
- Le nuage de la vie : la naissance de la vie dans l'univers [« Lifecloud: the origin of life in the universe »]  (trad. de l'anglais par René Bernex), Paris, Albin Michel, coll. « Sciences d'aujourd'hui », 1980, 252 p.  (ISBN 2-226-00921-3), (notice BnF no FRBNF34631317)
- (en) Ice, Hutchinson, 1981,  (ISBN 978-0-091-45320-6)
- (en) Home is Where the Wind blows - Chapters From a Cosmologist's Life, University Science Book, 1994.  (ISBN 0-935-70227-X). (Autobiographie)

## Distinctions et récompenses

### Récompenses
- Prix Kalinga (1967)
- Médaille d'or de la Royal Astronomical Society (1968)
- Médaille Bruce (1970)
- Henry Norris Russell Lectureship (1971)
- Médaille royale (1974)
- Prix Klumpke-Roberts de la Astronomical Society of the Pacific (1977)
- Prix Balzan pour l'astrophysique: évolution des étoiles (1994, avec Martin Schwarzschild)
- Prix Crafoord de l'académie royale des sciences de Suède, avec Edwin Salpeter (1997)

### Éponyme
- L'astéroïde 8077 Hoyle